# ريكي فيغا
ريكي فيغا (بالإنجليزية: Ricky Vega)‏ هو مصارع هاوي أمريكي، ولد في 2 ديسمبر 1976 في ذا برونكس في الولايات المتحدة.

## روابط خارجية
- ريكي فيغا على موقع CageMatch worker (الإنجليزية)
- ريكي فيغا على موقع قاعدة بيانات المصارعة على الإنترنت (الإنجليزية)